# 徳島県立産業観光交流センター
徳島県立産業観光交流センター（とくしまけんりつさんぎょうかんこうこうりゅうセンター）は、徳島県徳島市山城町にある観光コンベンションセンターで、愛称はアスティとくしま。日本屈指の大型多目的ホールを有する。とくしま88景に選定。
徳島県観光協会が指定管理を行っている。
徳島工芸村、フレアとくしまと隣接している。

## 概要
徳島市立体育館などとともに、2007年バスケットボール男子アジア選手権の会場の1つになっている。
音楽コンサート会場としても多用されており、例を挙げると日本を代表するアーティストであるB'zやMr.Children、GLAY、コブクロ、福山雅治、RADWIMPS、星野源、米津玄師、Official髭男dism、BUMP OF CHICKENなども幾度と無く訪れている。尚、SMAPが1998年8月にコンサートを行う予定であったが、阿波踊りのイベントとダブルブッキングしていることが判明し、公演中止になったことがある。
地元出身シンガーのアンジェラ・アキがデビュー5周年の凱旋公演に選んだのも当会場で、内容はそれまで東京の日本武道館や大阪の大阪城ホールといった大都市の大型ホールのみで行われた『MY KEYS』を冠した弾き語り公演で途中地元有名連の合同チームによる阿波踊りが披露される一幕もあった。
2020年東京オリンピックの聖火リレーでセレブレーション会場となった。聖火ランナーは公募により1万人程度が選ばれた。聖火リレーについて、組織委員会はスポンサー企業4社と各都道府県実行委員会が行ったランナー公募に延べ53万5717件の応募があったと発表した。
その他、数年に1回のみの開催ではあるが、バスファン向けの大規模イベントとして、この会場で「とくしまバスまつり」が開催されることがある。過去に2016年・2018年・2024年の3回実施している。

## 施設
- 多目的ホール - 最大5,000席、アリーナ（約3,000m2）、スタンド（約1,100m2）
- 会議室 - 第1・第2特別会議室（スクール形式 150席、シアター形式 300席）、第1～6会議室（各室 スクール形式 75席、シアター形式 150席）、特別室

過去には祖谷のかずら橋のレプリカや、ロボットによる阿波人形浄瑠璃上演などがあった「とくしま体験館」が設置されていたが、利用低迷のため2004年9月に廃止され、会議室へと改装された。

## 交通
- JR四国徳島駅より徳島バス山城町ふれあい健康館行（市営バス3番のりば）または南部循環（市営バス3・4番のりば）文理大学前下車すぐ。また平日にはアスティとくしま行（市営バス3番のりば）が1便運行される。